# Вирсавия
 Тази статия е за хълма.  За жената на Давид вижте Вирсавия (жена на Давид).  
Вирсавия или Те́л Беер-Шева (на иврит: תל באר שבע) е библейски хълм (тел – тепе) в Южен Израел, разположен източно от съвременния град Беер Шева.
Мястото е западно от бедуинското Тел-Шева, северно от Неватим и южно от Омер. Намира се на кръстопът встрани от Хеброн и на изток към Юдейската пустиня и Мъртво море, като западно от него остава израелската крайбрежна долина, а на юг е Негев и Червено море.
Мястото е населено още в 4 хил. пр.н.е., а древната Беер-Шева е разрушена, а жителите ѝ избити през ранната бронзова епоха. Мястото е заселено наново в 11 век пр.н.е. Търговските връзки на поселището се простират от пустините на Африка до северен Ханаан. Основните артефакти са датирани към 9 век пр.н.е. от времето на Юдейското царство. Селището е унищожено в края на 7 век пр.н.е. по времето на Синахериб при нападенията на вавилонските халдеи.
Археологическите разкопки на мястото разкриват че укрепен град е имало още от времето на Съдиите, просъществувал през епохата на елинизма, през управлението на Иродиадите до римско време. Селище е имало във византийско време и по времето на кръстоносците. Споменава се и в юдейския Танах.